# Starkeldsgods
Starkeldsgods, eller starkeld, på engelska och franska "grand feu", är ett namn på keramik som bränts vid hög temperatur, med något varierande innebörd.
Det har i Sverige använts som beteckning på konstnärligt glaserat stengods, för vilken den höga temperaturen varit en faktor som lett till överrakningar,  och som beteckning under tidigt 1900-tal för att markera konstnärligt stengods till skillnad från praktiskt betingat stengods.
Begreppet kommer från franska "grand feu", som ordagrant betyder "högtemperatur(bränning)", vilket särskilt använts för tennglaserad fransk fajans. I Frankrike användes begreppet vid slutet av 1800-talet också för studiokeramik som hade glansig. men oförutsägbar, röd glasyr.